# 哈奴曼

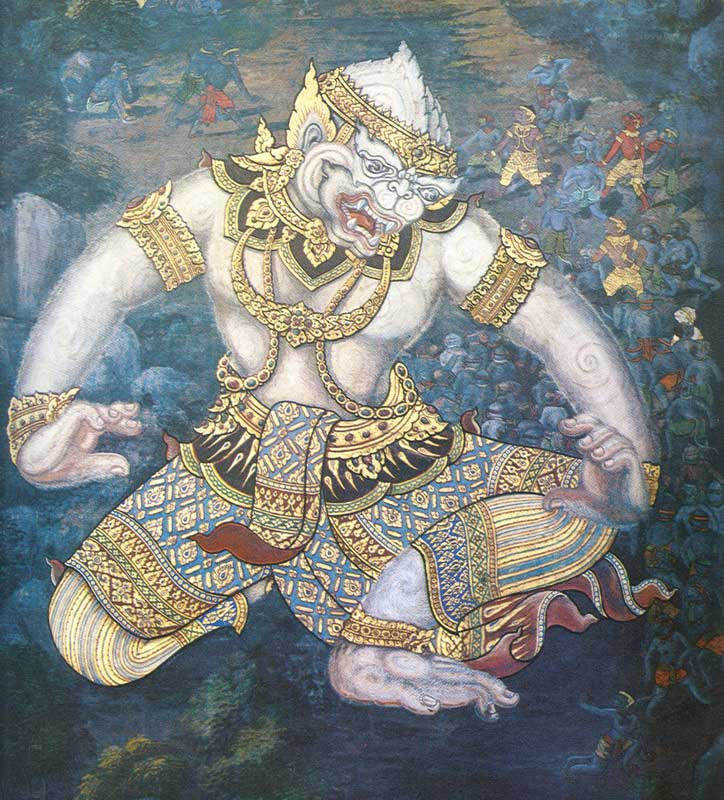
玉佛寺的壁画

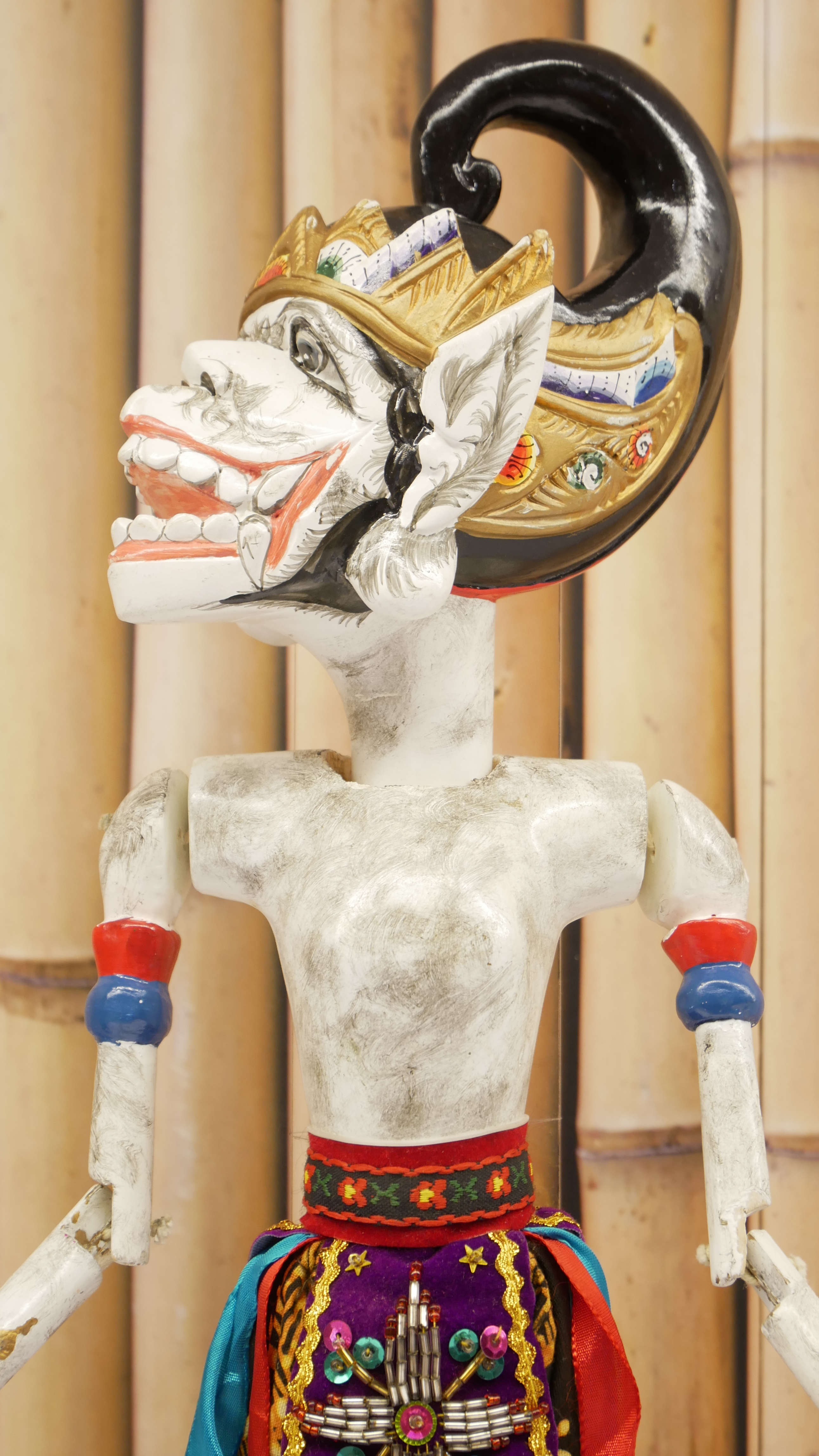
爪哇哈奴曼杖頭傀儡戲偶

哈奴曼（Hanuman），又叫摩樓底（Maruti），或譯哈努曼、哈魯曼，印度史詩《羅摩衍那》中的猴神，擁有五張臉和十隻手或四張臉和八隻手，與羅剎惡魔羅波那大戰，解救阿约提亚國王子羅摩之妻悉多。哈努曼是風神伐由（Vayu）之子。
在古印度文明大部分時期的文字和考古遺址中都缺少對他虔誠崇拜的證據。根據以對哈努曼的研究而聞名的美國學者菲利普·魯根多夫（Philip Lutgendorf）的說法，在伊斯蘭統治到達印度次大陸之後，出現了對哈努曼的崇拜。在後來的文學作品中，他一直是冥想，雜技，摔跤等武術的守護神。他象徵著內在自我控制力和對事業的服務。
根據近期學者對早期文本的各種估計，史詩的發展範圍從公元前7世紀到前4世紀起，後期則一直延續到公元3世紀。

## 簡介
羅摩是大神毗濕奴化身。羅摩之妻悉多非常美麗，被楞伽城十頭魔王羅波那用計劫走。羅摩在尋妻途中助猴王須羯哩婆奪得王位。 哈奴曼得道於始祖大梵天的真傳 ，猴王派手下大將哈奴曼，隨羅摩去尋妻。哈奴曼勇敢機敏，能騰雲駕霧，火燒楞伽宮，盜仙草，終於幫助羅摩征服了強敵，救出悉多。

## 與孫悟空的關係
胡適引鋼和泰的觀點認為《西遊記》的美猴王孫悟空原型取自哈奴曼，認為兩者在身份與人物設定上有相似處，哈奴曼的故事是在中印歷史上的交往過程中傳入的。季羨林的觀點與胡適類似，認為孫悟空的形象源自哈奴曼，在傳入中國時與無支祁等傳說整合，形成新的形象。陳寅恪則稱孫悟空大鬧天宮之故事由《賢愚經》頂生王升天故事和猿猴哈奴曼故事融合而來。對孫悟空外來說持反對態度的魯迅認為《西遊記》受唐人小说影响甚大，而與漢譯佛經所說並不相類，孫悟空非源於哈奴曼而源於無支祁。金克木則認為哈奴曼與孫悟空形象不同，漢譯佛經中未曾提及哈奴曼和其大鬧魔宮事，此段事跡在《羅摩衍那》又屬後來添加，因此並不能證明此二形象存在關聯。

## 其他
許多佛經都記載了獼猴的故事，例如：《賢愚經》卷十二，又出《彌沙塞律》卷十、《僧祇律》卷二十九、《佛五百弟子自說本起經》。《大唐西域記》卷四“獼猴獻密及釋迦等遺跡”事載：“在昔如來行經此處，時有獼猴持蜜奉佛，佛令水和，普遍大眾。獼猴喜躍，墮坑而死；乘茲福力，得生人和，成阿羅漢。”

## 相关作品
- 猴王大戰七超人
- 哈努曼与假面五骑士